# Kellovuotso-Kaarrerämiä-Hukka-Aapa
Kellovuotso-Kaarrerämiä-Hukka-Aapa este o arie protejată (arie specială de conservare — SAC, sit de importanță comunitară — SCI) din Finlanda întinsă pe o suprafață de 3.498 ha, integral pe uscat.

## Localizare
Centrul sitului Kellovuotso-Kaarrerämiä-Hukka-Aapa este situat la coordonatele 67°31′19″N 28°55′21″E / 67.5219°N 28.9225°E.

## Înființare
Situl Kellovuotso-Kaarrerämiä-Hukka-Aapa a fost declarat sit de importanță comunitară în august 1998 pentru a proteja 3 specii de plante și 1 specie de animale. Situl a fost protejat și ca arie specială de conservare în aprilie 2015.

## Biodiversitate
Situată în ecoregiunea boreală, aria protejată conține 8 habitate naturale: Lacuri și iazuri distrofice naturale, Râuri naturale fino-scandinave, Cursuri de apă de la nivel de câmpie la nivel montan, cu vegetație Ranunculion fluitantis și Callitricho-Batrachion, Izvoare fino-scandinave și mlaștini produse de izvoare bogate în minerale, Mlaștini alcaline, Turbării Aapa, Taiga vestică, Mlaștini împădurite.
La baza desemnării sitului se află mai multe specii protejate:
- plante (3): Hamatocaulis vernicosus, Meesia longiseta, ochii-șoricelului (Saxifraga hirculus)
- mamifere (1): vidră de râu (Lutra lutra)

Pe lângă speciile protejate, pe teritoriul sitului au mai fost identificate 1 specie de plante, 1 specie de păsări, 1 specie de mamifere.